# Морски сисари
Морски сисари су акватични сисари који се ослањају на океан и друге морске екосистеме за своје постојање. Они обухватају животиње као што су фоке, китови, морске краве, морске видре и поларне медведе. Они не представљају појединачни таксон или систематску групу, већ имају полифилетске односе услед конвергентне еволуције. Они немају непосредног заједничког претка. Оне су исто тако уједињени по њиховом ослањању на морско окружење за исхрану.
Адаптација морских сисара на водени животни стил знатно варира међу врстама. Китови и морске краве су потпуно адаптирани на водено окружење и стога су мандаторни становници воде. Фоке и морски лавови су полуакватични; они проводе већину свог времена у води, али се морају вратити на копно за важне активности као што су парење, узгој младунаца и митарење. Насупрот томе, видре и поларни медвед су много мање прилагођени за живот у води. Њихова исхрана се такође значајно разликује; неки могу јести зоопланктон, други могу јести рибу, лигње, шкољке, морску траву, а неки могу јести и друге сисаре. Иако је број морских сисара мали у поређењу са онима на копну, њихова улога у различитим екосистемима је велика, посебно у погледу одржавања морских екосистема, кроз процесе који укључују регулацију популација плена. Ова улога у одржавању екосистема чини њихов статус посебно забрињавајућем, јер је тренутно 23% врста морских сисара угрожено.
Пошто су освојили копно, неки сисари су се вратили на море. Неки, као што су фоке и морски лавови, воде претежно водени живот, али већина долази на копно да рађа. Други су потпуно раскрстили са земаљским животом. Најприлагођенија група морских сисара, која обухвата китове, плискавице и делфине, спадају у ред Цетацеа.

## Таксономија

### Класификација постојећих врста
- Ред [2]
  - Подред 
    - Фамилија Balaenidae (јужни и гренландски китови), два рода и четири врсте
    - Фамилија  (пигмејски прави кит), једна врста
    - Фамилија Balaenopteridae (браздени китови), два рода и осам врста
    - Фамилија Eschrichtiidae (сиви кит), једна врста
    - Фамилија Physeteridae (уљешура), једна врста
    - Фамилија  (пигмејска и патуљаста уљешура), један род и две врсте
    - Фамилија Monodontidae (нарвал и белуга), два рода и једна врста
    - Фамилија Ziphiidae (кљунасти китови), шест родова и 21 врста
    - Фамилија Delphinidae (океански делфини), 17 родова и 38 врста
    - Фамилија Phocoenidae (плискавице), два рода и седам врста
- Ред  (морске краве)[2]
  -     - Фамилија Trichechidae (ламантини), две врсте
    - Фамилија Dugongidae (дугонози), једна врста
- Ред  (месоједи)[2]
  - Подред 
    - Фамилија Mustelidae, три врсте
    - Фамилија Ursidae (медведи), једна врста

  - Подред Pinnipedia (морски лавови, можеви, фоке)
    - Фамилија Otariidae (ушате фоке), седам родова и 15 врста
    - Фамилија Odobenidae (морж), једна врста
    - Фамилија Phocidae (праве фоке), 14 родова и 18 врста
- Ред 
  - Фамилија Vespertilionidae
    -  (шишмиш који једе рибу)[3]

## Медитеранска медведица
Ово је најтамнија фока у овом региону, потпуно тамносмеђа изузев белог белега на трбуху. Медитеранска медведица је, можда најугроженији сисар, са само око 500 животиња које су преостале у малим, разбацаним групама по Средоземном и Црном мору. Постоји још мала изолована популација у близини атлантске обале Мауританије, у западној Африци. Медитеранске медведице су веома осетљиве на узнемиравање. Ако се трудна женка узнемири, абортираће, а мајке могу напустити младе. Све већи развој обала Средоземног и Црног мора значи да је све мање скровитих места за ове мирне животиње. Оне такође трпе због риболова, јер се хватају у рибарске мреже. Будући да су сисари, све фоке морају да удишу ваздух; ако буду ухваћене у рибарске мреже и ако буду задржане под водом, врло брзо се угуше. Женке рађају младе у морским пећинама. Пећине са подводним улазима су нарочито омиљене. Млади остају с мајкама три године, учећи како да лове рибу и како да комуницирају са другим фокама пре него што потраже сопствене територије.

## Гренландска фока
Раскошно крзно беба гренландских фока пружа им топлоту док расту на арктичком леду. Животни век им је 16-30 година. Гренландске фоке су веома друштвене животиње, које се скупљају у огромном броју да се породе на сантама леда у подручјима дуж атлантске обале. Међутим, њихова дружељубивост довела је на крају до опадања њиховог броја. Њихове бебе имају веома меко, густо крзно које је много тражено у неким деловима света. Када се бебе окупе у великом броју ловцима је лако да их нађу и побију. Невероватно интензиван лов свео је број фока са око 10 милиона на само 2 милиона почетком осамдесетих година XX века. Међутим, када је једном схваћена њихова несрећа, лов је знатно смањен и популација фока се полако опоравља. Биће потребно много времена да број фока достигне некадашњу цифру зато што фоке имају ниску стопу репродукције. Доношењем на свет само једне фоке годишње популација не може брзо да порасте. Када лове, одрасле фоке могу да роне до 200 м дубине у потрази за харингом и бакаларом, који су њихова главна храна. 

### Нарвал
Кљова мужјака нарвала је, у ствари, продужени предњи зуб који се развија у спиралу из рупе у уснама. Име нарвала на старонорвешком у значењу „кит лешинар“ вероватно се односи на плавкастосиву боју коже са белим флекама. Неки људи верују да је бизарни изглед нарвала био извор легенде о једнорогу. Функција мужјакове дуге кљове није јасна, али она може да служи као ловачка направа или средство за долазак до ваздуха тако да ове животиње могу да дишу. Међутим, најомиљеније објашњење јесте да мужјаци деле мегдан због женки током сезоне размножавања. Нарвалово натекло чело познато је као мелон, што је карактеристика коју дели са делфинима. Мелон служи за концентрисање ултрасоничних цоктања које нарвали користе за пловидбу и проналажење хране. Као код прецизног сонарног система нарвали слушају како се високофреквентни звукови одбијају од оближњих предмета. Толико је осетљив овај метод оријентације да нарвали могу да одреде не само шта је храна а шта није, него и колико је велик, колико далек потенцијални плен и којом брзином се креће. 

#### Атлантски грбави делфин
Грбави делфин је добио име по карактеристичном методу израњања из воде, по помало лоптастој леђној пераји. Атлантски грбави делфини су плашљиве животиње и ретко се приближавају бродовима, што научницима отежава проучавање ове врсте. Политичка нестабилност у многим западноафричким земљама дуж обала уз које овај делфин живи такође умножава проблеме проучавања ових животиња. Грбави делфини настањују тропске приобалне воде, опредељујући се за воду која није дубља од 20 m са плитким обалама. Они такође воле речне канале и замућену воду. Типична величина њихових јата јесте између три и седам чланова, али су примећене и групе од 25 грбавих делфина. Како старе, они по природи постају све усамљенији и на крају једва да се уопште друже са другим припадницима своје врсте. Грбави делфин има јединствен начин израњања из воде: кљун и често цела глава пробију површину воде пре него што се тело затегне у лук, истичући тако грбу и леђну перају. Орке (китови убице) су највећа претња овој врсти. Оне лоцирају делфине ослушкујући ехо звукова које испуштају. Боравећи близу копна ови делфини могу да поремете те звукове и да осујете агресоре. 

##### Белокљуни делфин
Контрастне боје белокљуног делфина, са тамнијим горњим делом и бледим трбухом, доприносе камуфлажи и одозго и одоздо. Делфине је тешко проучавати зато што их има релативно мало и што су распоређени на великом простору. Сходно томе, не зна се много о навикама ове изузетне групе у поређењу са већином копнених сисара. Као и већина припадника из рода китова, белокљуни делфини живе у групама које имају веома сложену друштвену структуру. Оне се обично састоје од 2 до 20 чланова, али се понекад дешава да се окупе многе групе које заједно прелазе 1000 чланова. Делфини су познати по извођењу дивних скокова када изведу премет у ваздуху и пљусну натраг међу таласе. Такође је примећено да се играју под водом, а једна од игара је „јури морске алге“. Белокљуни делфини иду у годишње сеобе, крећући се између вода умереног појаса и субполарних вода, пратећи бакалар и харингу као омиљени плен. Из даљине глава фоке која вири из таласа може сасвим да личи на људску. Фоке понекад изгледају као пливачи у невољи. Обична фока је позната и као лучка фока. Једна од две врсте фока које живе у британским водама, обична фока има лице попут пса. Њена њушка је много заобљенија од римског носа који је карактеристичан за сиву фоку, која такође живи у Британији. Тешко је извршити добру процену броја обичних фока зато што оне живе у малим групама на великом простору и зато што су веома покретљиве. Обичне фоке имају крупне, осетљиве очи са специјалном мрежњачом која им омогућава да добро виде под водом. Међутим, понекад је вода превише тамна да би фоке могле да лове помоћу вида. Тада оне прибегавају чулу додира. Њихови дуги бркови су веома осетљиви и омогућују им да осете плен у мраку. 

## Сисари на Антарктику
На Антарктику има 17 врста сисара, од којих су сви морски сисари. Три врсте су угрожене, а за четири се постоје подаци. Постоји више врста фока: морска мачка, ретка врста дугоуха фока – морски лав, морски слон који се среће само око Јужне Џорџије и на суседним острвима, фока крабојед, Веделова фока, Росова фока и морски леопард. Зиму проводи у мору које је залеђено. Под водом је заштићена од олуја које бесне на површини. Пошто мора да дише и да има приступ ваздуху током читаве године, она зубима непрекидно проширује рупу у леду, која јој служи за дисање. То јој временом оштећује зубе, тако да не може ефикасно да лови и једе. Зато готово све Веделове фоке умиру младе. Леопард фоке су на Антарктику оно што су поларни медведи на Арктику. Ове врхунске грабљивице најуспешније лове у води, тако да је њихов плен најсигурнији на леду. Пливају грациозно, а окрутне су природе. Повремено ова фока излази на лед и покушава да зграби понеког пингвина, али фокина најбоља стратегија је да се прикрије и да чека. Крије се иза саме ивице леда и чека де се пингвини охрабре и да крену ка води. Први талас пингвина који ускоче у воду успева да побегне и већ на отвореном мору бивају безбедни. Када чује буку, фока напада кроз масу мехурића и готово увек хвата по неког пингвина. Када се засити, она одлази, а преостали пингвини слободно улазе у воду. Фоке крабоједи живе око континента. Има их око 30 милиона. У овом свету, између леда и воде, оне се одмарају, хране, рађају младе и никада не одлазе на копно. Упркос називу, хране се планктоном. Свакога дана једна фока поједе око 20 kg планктона. Почетком септембра, док је Антарктик окружен залеђеним морем које се пружа стотинама километара ка северу, најприступачнија су острва. За њих се каже да су драгоцена јер се вода око њих никада не леди и животиње увек могу сићи до обале. Сваке године први се враћају морски слонови. Стижу на плаже где се подижу младунци. Сваки од њих зна да ће, када се врати тамо, морати да се суочи са ривалима. Одрасли мужјак тежак је преко три тоне. Половина светске популације долази на Јужну Џорџију. На само једној плажи има их око 8000. Ова огромна колонија морских слонова простире се 3,2 km дуж плаже. Женке су се искрцале на обалу месец дана раније да би родиле младе. Све су спремне за парење и све припадају само једном мужјаку. На плажи има око десетак господара и сваки од њих има свој харем од стотину женки. Женке рађају убрзо по доласку. Три недеље хране младе, а онда се враћају у море да би се саме храниле. Када се оконча период сисања, женке су опет спремне за парење. Мужјаци ривали праве рику која се завршава насиљем у коме сви који им се нађу на путу бивају повређени. Риком јачи објављује своју доминацију, што је слон већи његова рика је јача. Када се усправе, високи су и по 2,5 метра и једино оружје су им зуби, али и њима могу нанети тешке повреде. Сукоб ривала траје и по 15 минута и обично се прекида због исцрпљености.

### Китови

#### Плави кит
Највећи сисари антарктичких вода су китови. Споро се размножавају, једном у две – три године, користан услед гигантских размера, па су то два основна разлога уништавања китова. За лов су најважније две врсте:

##### Плави кит и финвал
Плави кит је најкрупнија животиња на Земљи. Дуг је и до 33 м, а тежак од 120 до 150 тона (као 25 слонова или 150 волова). Приликом једног крстарења антарктичким водама 1947. године Руси су уловили женку плавог кита. Слој сала скинут са ње био је дебљине 42 cm, а тежак око 30 тона. Само срце је било тешко 700 kg (као један крупнији коњ), језик 4 тоне, а преостало месо 66 тона. Младунче плавог кита посиса сваког дана 200 – 300 литара млека, а сиса 7 – 8 месеци. При томе оно сваког дана добије на тежини 60 – 100 kg. Китово млеко је најмасније и садржи 40 - 45% масноће. Китови се рађају у топлијим водама. Касније родитељи и младунчад одлазе у хладније и храном богатије воде. Услед тога китови обављају редовне годишње миграције и то претежно у меридијанском правцу. Животни век китова процењен је на око 20 година, мада не постоји начин да се то прецизно утврди. Поред плавог кита и финвала, у антарктичким водама живи још шест врста китова. Најопаснији од њих је кашалот. Он има 57 великих и оштрих зуба, храни се калмаром дугим и до 18 m и за којим силази у потрагу до 1000 m дубине. Најбројнији китови у Јужном океану су минки китови. Они лети долазе у ове сабласно мирне воде. Као и остали, и они долазе овде да би се хранили. Величанствени грбави китови такође долазе током лета. Након парења у тропским морима, спремни су да препливају на хиљаде километара у потрази за храном. За само четири месеца они нагомилају довољно сала које ће им обезбедити довољно енергије за остатак године. Храни се крилом. Гута их на стотине хиљада само једним отварањем уста. Уколико је реч о богатом ловишту, китови се непрестано хране. Сваки кит може да поједе 2 тоне крила за само 24 часа. Китови се задржавају у области ломљеног, плутајућег леда, где је лако проћи. Они неће ићи даље, јер на југу комади леда постају већи и више згуснути.